# 1182 Ilona
Ilona (asteróide 1182) é um asteróide da cintura principal com um diâmetro de 14,26 quilómetros, a 1,9947897 UA. Possui uma excentricidade de 0,1171624 e um período orbital de 1 240,54 dias (3,4 anos).
Ilona tem uma velocidade orbital média de 19,81456767 km/s e uma inclinação de 9,39243º.
Esse asteróide foi descoberto em 3 de Março de 1927 por Karl Reinmuth.